# Terremoto intraplacca

Distribuzione della sismicità associata alla zona sismica di New Madrid (dal 1974). Questa zona di intensa attività sismica è localizzata profonda all'interno della placca del Nord America

Un terremoto intraplacca è un terremoto che avviene all'interno di una placca tettonica, cioè in zone considerate di norma non a rischio sismico perché molto distanti da un margine di placca dove normalmente avvengono i terremoti (terremoto interplacca).
Sono fenomeni piuttosto rari (1 ogni 20-50 anni) se comparati alle migliaia di terremoti, più o meno grandi, che accadono ogni anno ai confini tra le placche; per questo spesso i terremoti intraplacca sono eventi poco prevedibili che colpiscono aree poco sviluppate dal punto di vista antisismico e quindi molti terremoti intraplacca, anche se non particolarmente potenti, possono infliggere gravi danni; notevoli esempi di danni provocati dal terremoto intraplacca sono i macrosismi del 1811-1812 a New Madrid, Missouri, e del 1886 a Charleston, Carolina del Sud; le regioni che negli ultimi 200 anni sono state interessate da questo raro tipo di terremoti sono gli Stati Uniti (soprattutto la costa est) e l'India.

## Cause di un terremoto intraplacca
In generale i terremoti sono improvvisi movimenti di masse rocciose (più o meno grandi) all'interno della crosta terrestre.
Quasi tutti i terremoti che avvengono sulla superficie terrestre sono concentrati in zone ben precise ossia in prossimità dei confini tra una placca tettonica e l'altra: queste sono infatti le zone tettonicamente attive, ossia dove le placche si muovono più o meno lentamente o improvvisamente le une rispetto alle altre. Infatti, secondo la tettonica delle placche, la superficie della Terra è modellata come se fosse composta da circa una dozzina di grandi placche tettoniche, che si muovono molto lentamente (come la crescita di un'unghia della mano), a causa delle correnti di convezione dentro il mantello, posto sotto la crosta terrestre. Poiché esse non si muovono tutte nella stessa direzione, le placche spesso direttamente collidono o slittano lateralmente lungo il bordo dell'altra (faglie trasformi). In generale il movimento delle placche è lento, impercettibile (se non con strumenti appositi) e costante; tuttavia in alcune momenti e in alcune aree, a causa delle forze interne, delle pressioni, tensioni e attriti tra le masse rocciose, tali movimenti avvengono in maniera improvvisa e repentina ("come un ingranaggio che si sblocca") sviluppando così un terremoto: il lento slittamento costante tra placche diventa così in alcune aree e in alcuni momenti una sorta di movimento a scatto, blocco e sblocco, che genera così un terremoto.
I terremoti intraplacca sono una categoria particolare di terremoti in cui, per ragioni da considerare e studiare caso per caso, una massa rocciosa si è mossa lontano dai margini tra le placche ossia lontano dalle zone tettonicamente attive. Infatti i terremoti intraplacca non accadono ai margini delle placche, ma in mezzo ad una placca. Le ragioni dello svilupparsi di tali terremoti di solito stanno nella storia geologica antica dell'area colpita: di solito l'area colpita da un terremoto intraplacca, pur non essendo oggi un'area vicino ad un margine di placca, era area di margine in tempi remoti e la sua antica attività tettonica viene alla luce di tanto in tanto ancora oggi (ad esempio terremoti dell'area degli Appalachi sulla costa orientale degli Stati Uniti d'America). Quindi i terremoti intraplacca spesso accadono nelle zone dove sono localizzate antiche faglie o rift dovuti ad assestamenti su una vecchia frattura. Altra ragione "teorica" dello svilupparsi di terremoti intraplacca potrebbe essere la nascita di un nuovo margine, ossia di una nuova zona di rift a causa della separazione di una placca in due placche distinte (ad esempio terremoti dell'area di New Madrid in America o dell'area della Rift Valley).
Molte città del Nord America e altrove vivono con il rischio sismico di un raro, vasto terremoto intraplacca. La causa di questi terremoti è spesso incerta. In molti casi, la faglia causativa è profondamente sepolta, e talvolta non può nemmeno essere trovata. In simili circostanze è difficile calcolare l'esatto pericolo sismico per una data città, specialmente se in tempi storici ci fu un solo terremoto. Qualche progresso si sta facendo per capire la meccanica della faglia che conduce a questi terremoti.

## Esempi storici

### Terremoti di New Madrid 1811/1812

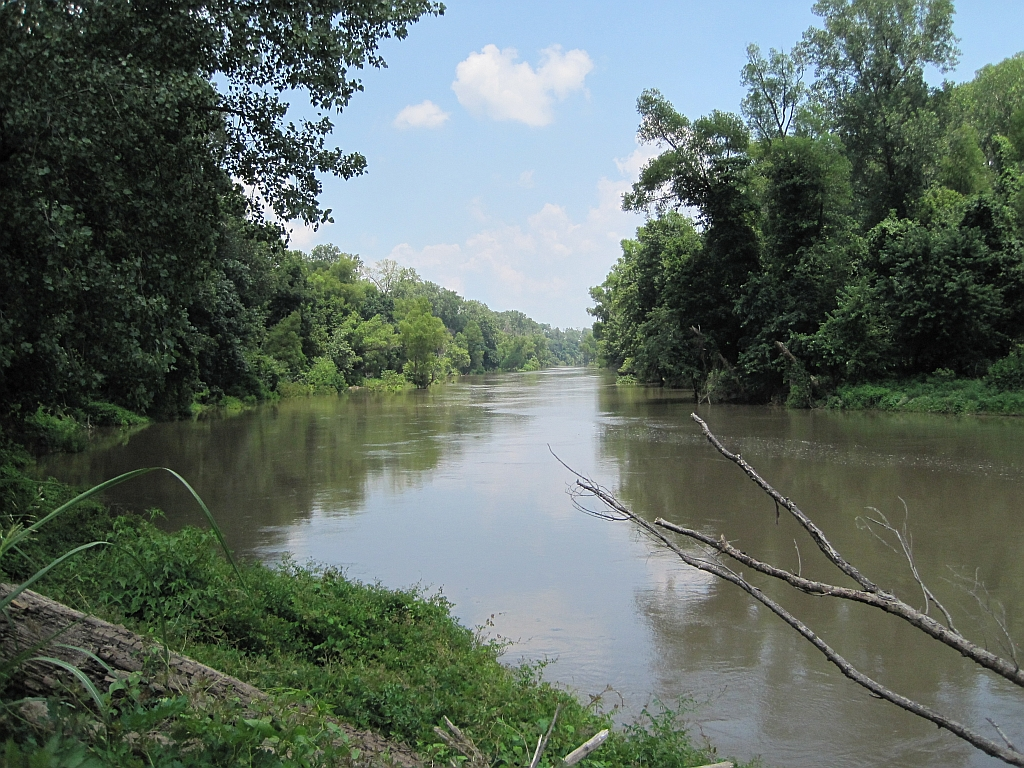
Veduta verso sud-ovest lungo il precedente alveo del Mississippi, precisamente a sud della linea di confine fra gli stati Tennessee e Arkansas vicino a Reverie (2007).

Una serie di famosi terremoti intraplacca, culminanti nel terremoto di New Madrid, è accaduto nella zona della faglia di New Madrid in ciò che è adesso il Missouri, negli Stati Uniti, nel 1811 e 1812. Questi terremoti furono al di sopra della magnitudo 8 e furono avvertiti fino a centinaia di miglia di distanza.
I terremoti cambiarono il corso del Mississippi: la terra fu asportata via dalle contee e fu portata sull'altro lato, nel nuovo letto del fiume. L'insediamento di Reverie (Tennessee), nella contea di Tipton, fu asportato via e posto sulla riva occidentale del Mississippi dalla parte del territorio dell'Arkansas.

### Terremoto del Gujarat del 2001
Un simile grande terremoto è quello che devastò la regione del Gujarat, in India, il 26 gennaio 2001, con grande perdita di vite umane, specialmente nel 
distretto del Kutch. La scossa, di magnitudo 7,6 sulla scala Richter, provocò circa 20.000 morti e 166.000 feriti, distrusse 1.000.000 di case e rase al suolo 450 villaggi.

### Altri storici esempi negli U.S.A.
Esempi storici di terremoti intraplacca nel Nord America comprendono quelli a Boston nel 1755, New York nel 1737 e 1884 (entrambe le scosse sono stimate a circa 5,5 gradi magnitudo), e il terremoto di Charleston nella Carolina del Sud nel 1886 (magnitudo stimata da 6,5 a 7,3). La scossa di Charleston fu particolarmente sorprendente perché, diversamente da Boston e New York, l'area non ha avuto quasi nessuna storia che avesse mai registrato terremoti, nemmeno di minori entità. (Un terremoto più moderato di magnitudo 4 della scala Richter, fu registrato precisamente a nord di New York nel 1985). Più recentemente  il 5 aprile 2024 nell’area di New York, si è verificato un nuovo sisma di magnitudo 4,8 con epicentro nell’entroterra del New Jersey.

## Predizione
Gli scienziati continuano a cercare le cause di questi terremoti, specialmente per avere qualche indicazione di quando essi produrranno le prossime scosse. Il migliore successo è arrivato con il monitoraggio microsismico dettagliato, implicando una densa rete di sismometri. In questa maniera, terremoti molto piccoli associati a una faglia causativa possono essere localizzati con grande accuratezza. I Criosismi possono a volte essere scambiati per terremoti intraplacca.